# Diplazon tibiatorius
Diplazon tibiatorius là một loài tò vò trong họ Ichneumonidae.